# 俄羅斯聯邦國家近衛軍作戰部隊
俄羅斯聯邦國家近衛軍作戰部隊(俄文: Войска национальной гвардии Российской Федерации，俄文簡稱：ВНГ России）成立于2016年4月5日，是俄羅斯聯邦國家近衛軍（俄语：Федеральная служба войск национальной гвардии Российской Федерации，缩写为）下屬的作戰部隊。其目的是維護俄羅斯聯邦的國家安全和社會治安，以及維護俄羅斯公民的權益。國家近衛軍作戰部隊由原屬俄羅斯聯邦內務部（俄语：Министерство внутренних дел，缩写为）的內衛部隊改編而來，其紀念日為3月27日。
國家近衛軍作戰部隊依照部隊的裝備類型、任務方式可以分為普通部隊，作戰用途部隊，特別機動部隊，特別用途部隊四類。
- 普通部隊為近衛軍作戰部隊的基礎
- 作戰用途部隊（俄语：Войска оперативного назначения，缩写为）為執行正規野戰的部隊
- 特別机动部隊（俄语：Специальные моторизованные，缩写为）為快速反應部隊
- 特別用途部队（俄语：Войска специального назначения，缩写为）包括從事特種作戰，也包括從事其他任務的部隊，如要員保衛、航空、侦察、海洋作战等的特種部隊。

## 歷史

### 背景
俄聯邦國家近衛軍作戰部隊的歷史可以上溯到俄羅斯沙皇國時期的特轄區管。1566年，沙皇伊凡四世實施特轄區制，並從沙特轄區中（Орричина）招募1000名軍人組成效忠於沙皇本人的“特轄區管”（Опричник）。隨後，“特轄區管”人數擴大到6000餘人，並改稱“特轄軍”（Опричные войска）。同時，伊凡四世在沙皇國南部邊界設立“居民團”（Жилые полки）負責邊境守衛。“特轄軍”和“居民團”為今日之國家近衛軍之肇始。1972年特轄區制廢除後，“特轄軍”也被裁撤，但守衛邊境的“居民團”卻得以保留。到了俄羅斯帝國時期，彼得大帝組成了“駐防軍”（Гарнизонные войска），由城市裡的退役軍人和老弱兵將組成。取代了之前由居民團和哥薩克承擔的邊境守衛任務。

### 俄聯邦內務部內衛部隊
蘇聯解體，俄羅斯聯邦成立以後，1992年9月24日，俄聯邦發布法律N 3534-1《關於俄羅斯聯邦內務部作戰部隊》（«О внутренних войсках Министерства внутренних дел Российской Федерации»）宣布俄聯邦內務部內衛部隊正式成立。俄聯邦內衛部隊由駐紮在俄羅斯蘇維埃社會主義共和國領土上的蘇聯內衛部隊改組而來。據俄羅斯前副總統亚历山大·弗拉基米罗维奇·鲁茨科伊回憶，在1990年代早期政府高層就有建立國家近衛軍的想法並加以討論。

## 作戰用途部隊
作為俄聯邦國家近衛軍的一份分支，國家近衛軍全國總指揮兼任作戰部隊總司令。因其部隊由原內務部內衛部隊改組而來，基本繼承了其原組織結構，總員額約17萬人。國家近衛軍作戰用途部隊的基本單位為獨立作戰用途旅，比照陸軍的獨立摩托化步兵旅，為含有摩托化步兵，炮兵，防空，工兵，通信，偵查等分隊的諸兵種合成旅級單位。其主體：摩托化步兵營（或團）裝備有輕型裝甲車輛（BMP裝步戰車，BTR裝甲運兵車，或輕裝甲運輸車），具備一定的機動作戰的能力。但相比陸軍摩托化步兵單位，作戰用途旅沒有裝備坦克和長身管自行火砲或火箭炮，其裝甲車輛也多為舊式，後勤保障能力薄弱，只堪執行二線戰場或低烈度交戰之用。除常規部隊外，國家近衛軍中央和各軍區均編成有特種部隊單位，以備特種作戰之所需。
目前國家近衛軍作戰部隊共組建了直轄於中央的獨立作戰用途師和9個獨立作戰旅（番號為21，33，34，22，46，50，49，102，112）。每個獨立作戰用途旅下轄四個營或兩個團，以及1個砲兵營（防空炮和/或迫擊砲），偵查兵連，狙擊兵連，戰鬥工兵連，交通和戰鬥管制連，安保連，維修連，汽車連，物資保障連，衛生連，核生化防禦排，軍犬訓練和管理排等獨立單位。在實際運用中，部隊的編制往往作出調整，增編或縮編甚至取消部分單位。如駐紮在北高加索地區的第46，50，49，102旅，克里米亞的第112旅，增編了數個獨立營或獨立特殊機動營/團分散駐紮以維護熱點的地區穩定。這些旅雖然仍以作戰用途旅冠名，但強化了快反和維安功能，弱化了正面交戰的能力。

### 作戰部隊中央直屬單位
2016年時，國家近衛軍作戰部隊中央直屬單位由以下單位組成：
- 國家近衛軍作戰部隊司令部（Центральный командный пункт войск национальной гвардии）
  - 作戰指揮部通訊中心，駐地：莫斯科州普希金區，部隊代號：в/ч 3472
  - 工程和技術支援中心，駐地：莫斯科州巴拉希哈，部隊代號：в/ч 6686
- 國家近衛軍總醫院，駐地：莫斯科州巴拉希哈，部隊代號：в/ч 3178
- 第70特種混成航空兵團，駐地：卡盧加州葉爾莫利諾，部隊代號：в/ч 3694
  - 直升機：米-8MTV-2，米-24P，米-26
  - 運輸機：伊爾-76，安-12，安-26
- 第3特種混成航空中隊，駐地：莫斯科州曉爾科沃契卡洛夫機場，部隊代號：в/ч 3553
  - 直升機：米-8MTV-2
  - 客機/公務機：安-72，圖-134，圖-154
- 國家近衛軍歌舞團
- 國家近衛軍示範管弦樂隊
- 國家近衛軍文化博物館
- 國家近衛軍戰略科學研究中心
- 國家近衛軍中央檔案館
- 國家近衛軍中央國家智庫
- 國家近衛軍作戰部隊信息中心
- 以捷爾任斯基命名的，榮膺朱可夫勳章，列寧勳章，和十月革命勳章的紅旗獨立作戰任務師，司令部部隊代號：в/ч 3111

### 全國軍區和下屬單位
國家近衛軍作戰部隊在全國劃分為7個軍區，統領軍區內個類型的部隊和附屬軍事單位。自2016年國家近衛軍成立以來，對原內衛部隊的整編在不斷進行中。2017年編制如下：
榮膺朱可夫勳章的奧爾沙-興安紅旗國家近衛軍中央軍區，總部：莫斯科
管区范围覆盖俄罗斯的心脏地带以及部分边境地区，下辖18个地区分局，数量在8个管区里排第一位，首都莫斯科市亦位于中央管区的地界内。
- 第95師 （部隊代號：в/ч 3272，駐地：莫斯科）
  - 第551團（部隊代號：в/ч 3371，駐地：莫斯科）
  - 第687團（部隊代號：в/ч 3759，駐地：莫斯科）
  - 第503團（部隊代號：в/ч 6549，駐地：莫斯科州羅烏托夫）
  - 第662獨立營（部隊代號：в/ч 3510，駐地：莫斯科）
  - 第67獨立營（部隊代號：в/ч 3512，駐地：莫斯科州奧伯奧博連斯克）
  - 第447獨立營（部隊代號：в/ч 3651，駐地：梁贊州杜布羅夫卡）
  - 第164獨立營（部隊代號：в/ч 3678，駐地：斯摩棱斯克州傑斯諾戈爾斯克）：核電廠安保部隊
  - 第165獨立營（部隊代號：в/ч 3679，駐地：特維爾州烏多姆利亞）：加里寧核電廠（英语：Kalinin Nuclear Power Plant）安保部隊
  - 獨立作戰用途營（部隊代號：в/ч 3559，駐地：莫斯科州杜布納）
- 第55師（部隊代號：в/ч 5401，駐地：莫斯科）
  - 第102特別機動團（部隊代號：в/ч 5128，駐地：莫斯科）
  - 第104特別機動團（部隊代號：в/ч 5129，駐地：莫斯科）
  - 第107特別機動團（部隊代號：в/ч 3747，駐地：莫斯科）
  - 第109特別機動團（部隊代號：в/ч 5126，駐地：莫斯科）
  - 第681特別機動團（部隊代號：в/ч 3792，駐地：莫斯科）
  - 第547訓練團（部隊代號：в/ч 3270，駐地：莫斯科州埃列克特羅斯塔爾）
  - 第414獨立特別機動營（部隊代號：в/ч 2667，駐地：雅羅斯拉夫爾）
  - 第423獨立特別機動營（部隊代號：в/ч 4000，駐地：莫斯科州柳別爾齊）
  - 獨立特別機動營（部隊代號：в/ч 6553，駐地：特維爾）
  - 第33獨立特別用途分隊“重燃” («Пересвет»，部隊代號：в/ч 6796，駐地：莫斯科）
- 第12獨立旅（部隊代號：в/ч 5580，駐地：圖拉）
  - 第128特別機動團（部隊代號：в/ч 7437，駐地：沃羅涅日）
  - 第129特別機動團（部隊代號：в/ч 5961，駐地：利佩茨克）
  - 第518特別機動團（部隊代號：в/ч 6523，駐地：弗拉基米爾）
  - 第597特別機動團（部隊代號：в/ч 6699，駐地：庫爾斯克）
  - 第667特別機動團（部隊代號：в/ч 6570，駐地：圖拉）
  - 第591團（部隊代號：в/ч 3382，駐地：卡盧加州奧布寧斯克）
  - 第649團（部隊代號：в/ч 6703，駐地：布良斯克）
  - 第341獨立特別機動營（部隊代號：в/ч 7433，駐地：伊萬諾沃）
  - 第426獨立特別機動營（部隊代號：в/ч 6681，駐地：卡盧加州聖誕村）
  - 第71獨立營（部隊代號：в/ч 3527，駐地：庫爾斯克州庫爾恰托夫），庫爾斯克核電廠安保部隊
  - 獨立營（部隊代號：в/ч 3677，駐地：沃羅涅日州新沃羅涅日），新沃羅涅日核電廠安保部隊
- 第21獨立作戰用途旅（部隊代號：в/ч 3641，駐地：索夫里諾）（全旅編制共2650人，BMP36輛，BTR100輛）
  - 旅司令部
  - 4個作戰用途營（其中裝備BMP和BTR各1個營，2個營裝備汽車）
  - 防空砲兵營
  - 9個獨立連級單位（偵查連，狙擊兵連，戰鬥工兵連，交通與戰管連，安保連，汽車連，修理連，物資保障連，醫療連）
  - 2個獨立排級單位（三防排，軍犬排）
  - 1個訓練中心
- 第6獨立特別機動營（部隊代號：в/ч 3910，駐地：科斯特羅馬）
- 第683獨立通信營（部隊代號：в/ч 5583，駐地：莫斯科）
- 第236安保和支援團（部隊代號：в/ч 7456，駐地：莫斯科）
- 第25獨立特別用途分隊“水星” («Меркурий»，部隊代號：в/ч 7459，駐地：斯摩棱斯克州若爾諾夫卡）
- 第504訓練團（部隊代號：в/ч 7576，駐地：莫斯科州盧內沃）
- 第499通信訓練團（部隊代號：в/ч 7527，駐地：奧廖爾）
- 第11獨立特種混成航空中隊（部隊代號：в/ч 3734，駐地：沃羅涅日），裝備米-8MTV-2和米-26T直升機

榮膺紅星勳章的國家近衛軍西北軍區，總部：聖彼得堡
西北管区的辖区内包括圣彼得堡直辖市，列宁格勒州与圣彼得堡市均为联邦一级行政主体，但在国民警卫队的序列里属于同一个地区分局管辖。
- 第63獨立旅（部隊代號：в/ч 3278，駐地：聖彼得堡），防衛旅
  - 第124團（部隊代號：в/ч 3795，駐地：列寧格勒州松林市）
  - 第2海上分隊（部隊代號：в/ч 3798，駐地：摩爾曼斯克）裝備1415型巡邏艇和376型巡邏艇，共4艘，船員22名
- 第33“朱可夫”獨立作戰用途旅（部隊代號：в/ч 3526，駐地：列比亚日耶）（全旅編制共2644人，BMP34輛，12門PM-1938型迫擊砲）
  - 旅司令部
  - 4個作戰用途營（其中1個營裝備BMP裝步戰車，3個營裝備汽車）
  - 防空砲兵營
  - 9個獨立連級單位（偵查連，狙擊兵連，戰鬥工兵連，交通與戰管連，安保連，汽車連，修理連，物資保障連，醫療連）
  - 2個獨立排級單位（三防排，軍犬排）
  - 1個訓練中心
- 第110獨立特別機動旅（部隊代號：в/ч 5556，駐地：聖彼得堡）
  - 第2特別機動團（部隊代號：в/ч 5402，駐地：聖彼得堡）
  - 第814團（部隊代號：в/ч 2659，駐地：阿爾漢格爾斯克州科里亞日馬）
  - 第406獨立特別機動營（部隊代號：в/ч 2659，駐地：加里寧格勒）
  - 第418獨立特別機動營（部隊代號：в/ч 5491，駐地：諾夫哥羅德州潘科夫卡）
  - 第422獨立特別機動營（部隊代號：в/ч 5547，駐地：沃洛格達州切列波韋茨）
  - 第421獨立特別機動營（部隊代號：в/ч，駐地：普斯科夫）
- 第637訓練團（部隊代號：в/ч 6716，駐地：列寧格勒州倫博洛沃）
- 第110戰鬥工兵訓練團（部隊代號：в/ч 5134，駐地：科米共和國瑟克特夫卡爾）
- 第28獨立特別用途分隊“戰士” («Ратник»，部隊代號：в/ч 6832，駐地：阿爾漢格爾斯克
- 第7獨立航空中隊（部隊代號：в/ч 5134，駐地：普希金市），裝備米-8MTV-2直升機

伏爾加軍區，總部：下諾夫哥羅德
下辖14个地区分局，范围包括大部分伏尔加河沿岸联邦管区。
- 榮膺朱可夫勳章的紅旗第94師（部隊代號：в/ч 3274，駐地：下諾夫哥羅德州薩羅夫）
  - 第43團（部隊代號：в/ч 3450，駐地：薩羅夫）
  - 第561團（部隊代號：в/ч 3424，駐地：下諾夫哥羅德州捷爾任斯克）
  - 第68團（部隊代號：в/ч 3452，駐地：薩羅夫）
  - 第911獨立營（部隊代號：в/ч 3451，駐地：薩羅夫）
- 第79旅（部隊代號：в/ч 6676，駐地：基洛夫市）
  - 第739獨立特別機動營（部隊代號：в/ч 6575，駐地：烏德穆爾特共和國伊熱夫斯克）
  - 第448獨立特別機動營（部隊代號：в/ч 6659，駐地：彼爾姆邊疆區加莫沃村）
  - 第419獨立特別機動營（部隊代號：в/ч 7487，駐地：基洛夫市）
  - 第379獨立營（部隊代號：в/ч 6575，駐地：伊熱夫斯克）
  - 第428獨立營（部隊代號：в/ч 3730，駐地：喀山），喀山火藥廠安保部隊
- 第34獨立作戰用途旅（部隊代號：в/ч 3671，駐地：舒米洛沃）（全旅編制共2644人，BMP34輛，12門PM1938型迫击炮）
  - 旅司令部
  - 4個作戰用途營（其中1個營裝備BMP裝步戰車，3個營裝備汽車）
  - 防空砲兵營
  - 9個獨立連級單位（偵查連，狙擊兵連，戰鬥工兵連，交通與戰管連，安保連，汽車連，修理連，物資保障連，醫療連）
  - 2個獨立排級單位（三防排，軍犬排）
  - 1個訓練中心
- 第35獨立旅（部隊代號：в/ч 7452，駐地：薩馬拉）
  - 第113特別機動團（部隊代號：в/ч 5599，駐地：薩馬拉）
  - 第589團（部隊代號：в/ч 3473，駐地：奔薩州扎列奇內），START航空工廠安保部隊
  - 第524訓練預備團（部隊代號：в/ч 6622，駐地：薩馬拉州陶里亚蒂）
  - 獨立營（部隊代號：в/ч 3684，駐地：薩拉托夫州巴拉科沃），巴拉科沃核電廠安保部隊
  - 第738獨立特別機動營（部隊代號：в/ч 3997，駐地楚瓦什共和國切博克薩雷）
  - 特別指揮部（Специальная Комендатура，部隊代號：в/ч 3509，駐地：薩拉托夫州希哈尼）
- 第86特別機動團（部隊代號：в/ч 5561，駐地：喀山）
- 第360訓練團（部隊代號：в/ч 5204，駐地：薩拉托夫）
- 第271獨立通信營（部隊代號：в/ч 5578，駐地：下諾夫哥羅德）
- 第262獨立安保和支援營（部隊代號：в/ч 7408，駐地：下諾夫哥羅德）
- 第20獨立特別用途分隊“維加” («Вега»，部隊代號：в/ч 7463，駐地：薩拉托夫）
- 第26獨立特別用途分隊“酒吧” («Барс»，部隊代號：в/ч 5598，駐地：喀山）
- 第29獨立特別用途分隊“布拉特” («Булат»，部隊代號：в/ч 5598，駐地：烏法）
- 第675獨立混成航空團（部隊代號：в/ч 5598，駐地：下諾夫哥羅德州中鮑里索沃鎮），裝備米-8MTV-2直升機和伊爾-76運輸機
- 第8獨立航空中隊（部隊代號：в/ч 3731，駐地：薩拉托夫州恩格斯城）
- 軍醫院（部隊代號：в/ч 3713，駐地：基洛夫市）

南部軍區
管区在2017年国民警卫队的内部改组后從「北高加索和南部军区」拆分成立，重心在克里米亚半岛以及亚速海沿岸，下设7个地区分局，包括括頓涅茨克、盧甘斯克、扎波羅熱和赫爾松的四个分局。
北高加索軍區，總部：頓河畔羅斯托夫
管区覆盖北高加索联邦管区全境，下辖包括车臣在内的6个自治共和国分局与一个边疆区分局。目前北高加索管区指挥官全权监控车臣反恐行动。
- 第46獨立作戰用途旅（部隊代號：в/ч 3025，駐地：車臣共和國格羅茲尼）
  - 第94作戰用途團（部隊代號：в/ч 6779，駐地：烏魯斯-馬爾坦）
  - 第96作戰用途團（部隊代號：в/ч 6780，駐地：古傑爾梅斯）
  - 以俄羅斯聯邦英雄艾哈邁德·卡德羅夫命名的第141特種機動團（部隊代號：в/ч 4156，駐地：格羅茲尼、韋德諾），為“卡德羅夫軍”的一部分
  - 第147團（部隊代號：в/ч 6778，駐地：格羅茲尼）
  - 第140炮兵團（部隊代號：в/ч 5382，駐地：瑙魯斯克）
  - 第249獨立特種機動營“南”（俄语：Юг (батальон)）（«Юг»，部隊代號：в/ч 4154，駐地：韋傑諾），為“卡德羅夫軍”的一部分
  - 第359獨立特別機動營（部隊代號：в/ч 6778，駐地：格羅茲尼）
  - 第358獨立特別機動營（部隊代號：в/ч 6776，駐地：切爾夫倫）
  - 第424獨立特別機動營（部隊代號：в/ч 2671，駐地：汗卡拉）
  - 第360獨立特別機動營（部隊代號：в/ч 6791，駐地：謝爾科夫斯克）
  - 第743獨立特別機動營（部隊代號：в/ч 6884，駐地：韋德諾）
  - 第744獨立特別機動營（部隊代號：в/ч 6885，駐地：諾寨-尤特）
  - 第34獨立特別用途分隊（部隊代號：в/ч 6775，駐地：格羅茲尼）（已撤編，合併至第607特別用途中心），為“卡德羅夫軍”的一部分
  - 第352獨立偵察營（部隊代號：в/ч 6783，駐地：格羅茲尼）
  - 第353獨立通信營（部隊代號：в/ч 6784，駐地：格羅茲尼北機場）
  - 第354獨立戰鬥工兵營（部隊代號：в/ч 6785，駐地：格羅茲尼北機場）
  - 第355獨立維修營（部隊代號：в/ч 6786，駐地：格羅茲尼北機場）
  - 第356獨立物資保障營（部隊代號：в/ч 6787，駐地：格羅茲尼北機場）
  - 第357獨立衛生營（部隊代號：в/ч 6788，駐地：格羅茲尼北機場）
  - 第6獨立核生化防禦排（部隊代號：в/ч 6807，駐地：格羅茲尼北機場）
- 第22獨立作戰用途旅（部隊代號：в/ч3642，駐地：伏爾加格勒州頓河畔卡拉奇）（全旅編制共2596人，BMP27輛，12門PM-1938型迫擊砲）
  - 4個作戰用途營
  - 1個防空火砲營
- 第50獨立作戰用途旅（部隊代號：в/ч 3660，駐地：羅斯托夫州新切爾卡斯克）（全旅編制共3700人，BMP69輛）
  - 第46作戰用途團（部隊代號：в/ч 3654，駐地：羅斯托夫州卡扎奇拉格里）
  - 第47作戰用途團（部隊代號：в/ч 3655，駐地：羅斯托夫州卡扎奇拉格里）
  - 第133特別機動團（部隊代號：в/ч 3656，駐地：新切爾卡斯克）
  - 第7特別用途分隊“羅西奇”（部隊代號：в/ч 3719，駐地：新切爾卡斯克）
  - 第186獨立戰鬥工兵營（部隊代號：в/ч 3666，駐地：卡扎奇拉格里）
- 獨立第47作戰用途旅（部隊代號：в/ч 3702，駐地：克拉斯諾達爾）（於2017年10月31日撤編）
- 獨立第49作戰用途旅（部隊代號：в/ч 3748，駐地：弗拉季高加索）
  - 第121作戰用途團（部隊代號：в/ч 3723，駐地：卡巴爾達-巴爾卡爾共和國納爾奇克-20）
  - 第126作戰用途團（部隊代號：в/ч 3718，駐地：印古什共和國納茲蘭）
  - 第674作戰用途團（部隊代號：в/ч 3737，駐地：莫茲多克）
  - 第1獨立特別機動營（部隊代號：в/ч 7427，駐地：基斯洛沃茨克）
  - 第362獨立作戰用途營（部隊代號：в/ч 3754，駐地：Чермен）
  - 第383獨立作戰用途營（部隊代號：в/ч 3724，駐地：弗拉季高加索郊外Карца村）
  - 第281獨立戰鬥工兵營（部隊代號：в/ч ，駐地：斯塔夫罗波尔边疆区澤列諾庫姆斯克）
  - 第242獨立偵查營（部隊代號：в/ч 3772，駐地：澤列諾庫姆斯克)
  - 第243獨立通信營（部隊代號：в/ч 3773，駐地：弗拉季高加索)
  - 第247獨立維修營（部隊代號：в/ч 3774，駐地：克拉斯諾達爾邊疆區克拉斯諾達爾)
  - 第255獨立後勤營（部隊代號：в/ч 3785，駐地：弗拉季高加索)
  - 第343獨立後勤營（部隊代號：в/ч 6770，駐地：莫茲多克）
  - 第261獨立醫療營（部隊代號：в/ч 3791）
- 獨立第102作戰用途旅（部隊代號：в/ч 6752，駐地：達吉斯坦共和國馬哈奇卡拉）
- 獨立第112作戰用途旅（部隊代號：в/ч 6914，駐地：辛菲羅波爾）
- 第83通信團（部隊代號：в/ч 6816，駐地：頓河畔羅斯托夫）
- 第30特別用途分隊“斯維亞托戈爾” («Святогор»，部隊代號：в/ч 5592，駐地：塞瓦斯托波爾）
- 第230安保和支援團（部隊代號：в/ч 7405，駐地：頓河畔羅斯托夫）
- 獨立第170獨立營（部隊代號：в/ч 3504，駐地：羅斯托夫州伏爾加頓斯克）
- 第30訓練旅（部隊代號：в/ч 3033，駐地：羅斯托夫州波斯諾夫卡）
- 第82訓練團（部隊代號：в/ч 3722，駐地：羅斯托夫州沙赫特）
- 第3軍士培訓中心（部隊代號：в/ч 6814，駐地：斯塔夫羅波爾邊疆區澤列諾庫姆斯克）
- 第1培訓中心（部隊代號：в/ч 3701，駐地：羅斯托夫州波斯諾夫斯基）
- 第8山地特別任務訓練中心（部隊代號：в/ч 6896，駐地：克拉斯諾達爾邊疆區哈卡維塔）
- 獨立第685特種混成航空團（部隊代號：в/ч 3686，駐地：頓河畔羅斯托夫），裝備米-8MTV-2，米-24P，米-26T直升機，安-26B運輸機
- 獨立第142混成航空團（部隊代號：в/ч 5592，駐地：北奥塞梯-阿兰共和国莫兹多克），裝備米-8MTV-2，米-24P，米-26T
- 獨立第6特別任務航空中隊（部隊代號：в/ч 3692，駐地：克拉斯諾達爾），裝備米-8MTV-2
- 軍醫院（部隊代號：в/ч 3507，駐地：羅斯托夫州新切爾卡斯克）

烏拉爾軍區，總部：葉卡捷琳堡
- 獨立第93旅（部隊代號：в/ч 3272，駐地：車里雅賓斯克州奧焦爾斯克）
  - 第42團（部隊代號：в/ч 3445，駐地：奧焦爾斯克）
  - 第545團（部隊代號：в/ч 3446，駐地：奧焦爾斯克）
  - 第546團（部隊代號：в/ч 3442，駐地：車里雅賓斯克州三山城）
  - 第562團（部隊代號：в/ч 3468，駐地：車里雅賓斯克州）
  - 第95團（部隊代號：в/ч 3410，駐地：車里雅賓斯克州斯涅任斯克）
  - 獨立第928營（部隊代號：в/ч 3498，駐地：車里雅賓斯克州米阿斯）
  - 第32海上分隊（部隊代號：в/ч 6777，駐地：奧焦爾斯克）
- 獨立第96旅（部隊代號：в/ч 3469，駐地：斯維爾德洛夫斯克州卡利尼夫卡）
  - 第543團（部隊代號：в/ч 3280，駐地：斯維爾德洛夫斯克州新烏拉爾斯克）
  - 第18作戰用途團（部隊代號：в/ч 3256，駐地：斯維爾德洛夫斯克州下塔吉爾）
  - 第138團（部隊代號：в/ч 3275，駐地：斯維爾德洛夫斯克州列斯諾伊），電化廠安保部隊
  - 第620團（部隊代號：в/ч 3474，駐地：葉卡捷琳堡）
  - 獨立第395特別機動營（部隊代號：в/ч 5424，駐地：葉卡捷琳堡）
  - 第12特別用途分隊“烏拉爾”(«Урал»，部隊代號：в/ч 6748，駐地：下塔吉爾）
- 第131特別機動團（部隊代號：в/ч 7438，駐地：車里雅賓斯克）
- 獨立第335營（部隊代號：в/ч 7605，駐地：葉卡捷琳堡）
- 第23特別用途分隊“魅力” («Оберег»，部隊代號：в/ч 6830，駐地：車里雅賓斯克）
- 獨立第214通信營（部隊代號：в/ч 3728，駐地：葉卡捷琳堡）
- 獨立第9航空中隊（部隊代號：в/ч 3722，駐地：葉卡捷琳堡），裝備米-8MTV-2直升機，安-26B運輸機
- 軍醫院（部隊代號：в/ч 3055，駐地：葉卡捷琳堡）
- 第601特別用途中心（部隊代號：в/ч 3059，駐地：秋明）

西伯利亞軍區，總部：新西伯利亞
管区下设10个分局，辖区范围与西伯利亚联邦管区重合，大部分是工业区。
- 獨立第98旅（部隊代號：в/ч 3478，駐地：托木斯克州謝韋爾斯克）
  - 第592團（部隊代號：в/ч 3480，駐地：謝韋爾斯克）
  - 第44團（部隊代號：в/ч 3481，駐地：謝韋爾斯克）
  - 第555團（部隊代號：в/ч 3287，駐地：新西伯利亞）
  - 獨立第431特別機動營（部隊代號：в/ч 6887，駐地：謝韋爾斯克）
- 獨立第82旅（部隊代號：в/ч 6515，駐地：阿爾泰邊疆區巴尔瑙尔）
  - 第656作戰用途團（部隊代號：в/ч 6720，駐地：阿爾泰邊疆區魯布佐夫斯克）
  - 第563團（部隊代號：в/ч 3484，駐地：阿爾泰邊疆區比斯克）
- 獨立第42旅（部隊代號：в/ч 6531，駐地：伊爾庫茨克州安加爾斯克）
  - 第63作戰用途團（部隊代號：в/ч 3695，駐地：安加爾斯克）
  - 第541團（部隊代號：в/ч 3466，駐地：安加爾斯克）
- 獨立第91旅（部隊代號：в/ч 7486，駐地：克拉斯諾亞爾斯克）
  - 第556團（部隊代號：в/ч 3377，駐地：克拉斯諾亞爾斯克邊疆區熱列茲諾戈爾斯克）
  - 第557團（部隊代號：в/ч 3746，駐地：克拉斯諾亞爾斯克-26）
  - 獨立營（部隊代號：в/ч 2669，駐地：熱列茲諾戈爾斯克）
  - 獨立第925營（部隊代號：в/ч 3475，駐地：澤列諾戈爾斯克）
  - 獨立第407特別機動營（部隊代號：в/ч 2600，駐地：克拉斯諾亞爾斯克）
- 獨立第397特別機動營（部隊代號：в/ч 5427，駐地：新西伯利亞）
- 獨立第19特別用途分隊“葉爾馬克” («Ермак»，部隊代號：в/ч 6749，駐地：新西伯利亞）
- 獨立第27特別用途分隊“庫茲巴斯” («Кузбасс»，部隊代號：в/ч 6607，駐地：克麥羅沃）
- 第88訓練團（部隊代號：в/ч 7543，駐地：鄂木斯克）
- 獨立第31海上培訓中心（部隊代號：в/ч 7628，駐地：布里亞特共和國北貝加爾斯克）
- 獨立安保和支援營（部隊代號：в/ч 2668，駐地：新西伯利亞）
- 獨立第184通信營（部隊代號：в/ч 3698，駐地：新西伯利亞）
- 獨立第2航空中隊（部隊代號：в/ч 3543，駐地：赤塔），裝備米-8MT直升機
- 獨立第10航空中隊（部隊代號：в/ч 3733，駐地：新西伯利亞），裝備米-8MTV-2直升機，An-26運輸機
- 軍醫院（部隊代號：в/ч 5567，駐地：新西伯利亞）

遠東軍區，總部：哈巴羅夫斯克
管区覆盖俄罗斯的东部地区，从西北太平洋沿岸至白令海峡。下辖11个地区分局
- 獨立第111作戰用途旅（部隊代號：в/ч 6882，駐地：哈巴羅夫斯克）
- 獨立第107旅（部隊代號：в/ч 6890，駐地：海參崴）
  - 特別機動營（部隊代號：в/ч 5960，駐地：海參崴）
  - 特別機動營（部隊代號：в/ч 6889，駐地：烏蘇里斯克）
  - 獨立第374營（部隊代號：в/ч 3411，駐地：濱海邊疆區楚格夫卡）
- 獨立第388營（部隊代號：в/ч 3494，駐地：哈巴羅夫斯克邊疆區埃利班）
- 獨立第150特別機動營（部隊代號：в/ч 5530，駐地：庫頁島南薩哈林斯克）
- 獨立第21特別用途分隊“颱風” («Тайфун»，部隊代號：в/ч 5530，駐地：哈巴羅夫斯克邊疆區索斯諾夫卡）
- 獨立第245通信營（部隊代號：в/ч 3775，駐地：哈巴羅夫斯克）
- 獨立第336安保和支援營（部隊代號：в/ч 7482，駐地：哈巴羅夫斯克）
- 第641特別指揮部（部隊代號：в/ч 3537，駐地：楚科奇自治區比利比诺）
- 第1海上分隊（部隊代號：в/ч 3524，駐地：哈巴羅夫斯克）
- 獨立第1航空中隊（部隊代號：в/ч 3524，駐地：哈巴羅夫斯克），裝備米-8MT，米-8MTV-2直升機，安-26運輸機
- 軍醫院（部隊代號：в/ч 5568，駐地：哈巴羅夫斯克）
- 作戰用途訓練團（部隊代號：в/ч 6653，駐地：索斯諾夫卡）

### 特種作戰部隊
- 特種作戰中心
  1. 第604特別用途中心：部隊代號：в/ч 3719，駐地莫斯科，成立於2008年，由原內務部獨立作戰用途師（ОДОН）下屬“勇士特種部隊”（«Витязь»）和“羅斯特種部隊（英语：Rus_(special_forces)）” （«Русь»）合併整編而來，隸屬於捷爾任斯基師。
  2. 第607特別用途中心：部隊代號：в/ч 6762，駐地熱列茲諾沃茨克，成立於2018年，由原第17特別用途分隊“先鋒”（«Авангард»）和第49獨立作戰用途旅下屬地242獨立偵察營合併整編而來。
  3. 第606特別用途中心：駐地：格羅茲尼，成立於2018年，由原第34特別用途分隊和第46獨立作戰用途旅下屬部分部隊合併整編而來。

- 獨立特種作戰分隊
  1. 第7特別用途分隊“羅西奇” («Росич»)，部隊代號：в/ч 3719，駐地：新切爾卡斯克
  2. 第12特別用途分隊“烏拉爾”(«Урал»)，部隊代號：в/ч 6748，駐地：下塔吉爾
  3. 第15特別用途分隊“維亞梯奇” («Вятич»)，駐地：阿爾馬維爾
  4. 第19特別用途分隊“葉爾馬克” («Ермак»)，駐地：新西伯利亞
  5. 第21特別用途分隊“颱風” («Тайфун»)，駐地：伯力
  6. 第23特別用途分隊“魅力” («Оберег»)，駐地：車里雅賓斯克
  7. 第25特別用途分隊“水星” («Меркурий»)，駐地：斯摩棱斯克
  8. 第26特別用途分隊“酒吧” («Барс»)，駐地：喀山
  9. 第27特別用途分隊“庫茲巴斯” («Кузбасс»)，駐地：克麥羅沃
  10. 第28特別用途分隊“戰士” («Ратник»)，部隊代號：в/ч 6832，駐地：阿爾漢格爾斯克
  11. 第29特別用途分隊“布拉特” («Булат»)，駐地：烏法
  12. 第30特別用途分隊“斯維亞托戈爾” («Святогор»)，駐地：斯塔夫羅波爾
  13. 第33特別用途分隊“重燃” («Пересвет»)，駐地：莫斯科
  14. 第35特別用途分隊“羅斯” («Русь»)，駐地：辛菲羅波爾
  15. “斯基夫”特別用途分隊（СКИФ），部隊代號：в/ч 6760
  16. “厄比斯”特別用途分隊 («Ирбис»)，駐地：達吉斯坦
  17. “金剛狼”獨立特別用途排 («Росомаха»)，駐地：克拉斯諾亞爾斯克
- 獨立特種作戰旅
  1. 第115獨立特種作戰旅（駐地：刻赤，部隊代號：в/ч 6942）

### 軍事學校和院校
國家近衛軍開設以下軍事院校和中學，以培訓各級軍官和士官：
- 以伊·基·雅科夫列夫大將命名的新西伯利亞國家近衛軍軍事學院（俄语：Новосибирский военный институт Росгвардии им. генерала армии И. К. Яковлева），主要專業是國家安全法律、翻譯。
- 彼爾姆俄聯邦國家近衛軍作戰部隊軍事學院（俄语：Пермский военный институт войск национальной гвардии Российской Федерации），主要專業是炮兵、計算機、軍犬、工程兵、運輸 （2022年3月28日，彼爾姆軍事學院的學員在全俄電競錦標賽中晉級。）
- 聖彼得堡國家近衛軍軍事學院（俄语：Санкт-Петербургский военный институт Росгвардии），主要專業是國家安全法律、軍事政治工作。
- 薩拉托夫俄聯邦國家近衛軍作戰部隊軍事學院（俄语：Саратовский военный институт войск национальной гвардии Российской Федерации），主要專業是國家安全法律。
- 以米·亞·肖洛霍夫命名的莫斯科總統軍事中學（俄语：Московское президентское кадетское училище имени М. А. Шолохова）
- 葉卡捷琳堡俄聯邦國家近衛軍作戰部隊培訓班（俄语：Екатеринбургский кадетский корпус войск национальной гвардии Российской Федерации）
- 以俄聯邦英雄費·瓦·庫茲明命名的彼爾姆俄聯邦國家近衛軍作戰部隊總統軍事中學（俄语：Пермское Президентское кадетское училище войск национальной гвардии РФ имени Героя России Фёдора Кузьмина）

除以上院校外，俄聯邦國防部，各軍兵種所轄院校畢業生也多有分配至國家近衛軍作戰部隊擔任各級軍官和士官，如砲兵軍官多來自於米哈伊洛夫炮兵學院（隸屬於陸軍總司令部），而國防部直屬的俄羅斯聯邦軍隊綜合軍事學院也開設有“國家近衛軍作戰部隊戰術和智慧藝術”專業，為國家近衛軍培訓中高級以上軍官。

## 特別用途機動單位、特別迅速應變分隊
目前俄罗斯国民警卫队下设8个管区，每个管区下辖一部分地区国民警卫分局。大部分OMON和SOBR支队由地区国民警卫分局管辖，不同地区分局的战术单位可以跨区支援。
| - 国民警卫队航空快速反应中心 - OMON-野牛 - SOBR-山猫 - AOSN-特种航空队——“老鹰” | - 莫斯科市分局 - OMON-长剑、先锋 - SOBR-首都 - 莫斯科州分局 - OMON-佩列斯韦特、鲁西奇 - SOBR-布拉特钢 - 特维尔州分局 - OMON-酒吧 - SOBR-豹子 - 图拉州分局 - OMON-铁锤 - SOBR-暴风雪 - 斯摩棱斯克州分局 - OMON-克里维奇 - SOBR-西格玛 - 卡卢加州分局 - OMON-猎户座 - SOBR-斯普特尼克 - 布良斯克州分局 - OMON-阿森纳、军火庫 - SOBR-游击队 - 奥廖尔州分局 - OMON-要塞 - SOBR-奥廖尔 - 库尔斯克州分局 - OMON-猎鹰 - SOBR-克梅特 - 别尔哥罗德州分局 - OMON-监狱 - SOBR-别洛戈尔 - 沃罗涅日州分局 - OMON-中心 - SOBR-顿河 - 利佩茨克州分局 - OMON-军团 - SOBR-凤凰 - 坦波夫州分局 - OMON-巨浪 - SOBR-攻城槌 - 梁赞州分局 - OMON-科洛弗拉特 - SOBR-维亚蒂奇 - 弗拉基米尔州分局 - OMON-涅夫斯基 - SOBR-松吉尔 - 伊万诺沃州分局 - OMON-斯巴达 - SOBR-黄昏 - 雅罗斯拉夫尔州分局 - OMON-明智 - SOBR-绿箭侠 - 科斯特罗马州分局 - OMON-堡垒 - SOBR-伏尔加 | - 列宁格勒州 / 圣彼得堡市分局 - OMON-堡垒 - SOBR-花岗岩 - 科米共和国分局 - OMON-科米人、北极 - SOBR-曙光 - 摩尔曼斯克州分局 - OMON-熊 - SOBR-金刚狼 - 加里宁格勒州分局 - OMON-冰雹 - SOBR-维京人 - 普斯科夫州分局 - OMON-城堡 - SOBR-猎豹 - 诺夫哥罗德州分局 - OMON-瓦良格 - SOBR-红宝石 - 卡累利阿共和国分局 - OMON-伊尔维斯 - SOBR-熊（Karhu） - 阿尔汉格尔斯克州分局 - OMON-天蝎座 - SOBR-天使 - 沃洛格达州分局 - OMON-泰坦、信号旗 - SOBR-德鲁日纳 - 涅涅茨自治区分局 - SOBR-诺德 | - 下诺夫哥罗德州分局 - OMON-牵牛星 - SOBR-幻影 - 莫尔多瓦共和国分局 - OMON-阿尔库达（Arkuda）、熊 - SOBR-红星 - 奔萨州分局 - OMON-卫士 - SOBR-玛瑙 - 萨拉托夫州分局 - OMON-爱国者、阿特拉斯 - SOBR-猎狼犬 - 乌里扬诺夫斯克州分局 - OMON-辛比尔 - SOBR-火焰 - 楚瓦什共和国分局 - OMON-苏瓦尔 - SOBR-火花 - 萨马拉州分局 - OMON-悬崖 - SOBR-欧米茄 - 馬里埃尔共和国分局 - OMON-塔希尔 - SOBR-狂战士 - 鞑靼斯坦共和国分局 - OMON-阿克巴斯 - SOBR-计时器 - 奥伦堡州分局 - OMON-眼镜蛇 - SOBR-罗斯 - 基洛夫州分局 - OMON-维亚蒂奇 - SOBR-盾牌 - 乌德穆尔特共和国分局 - OMON-酒吧 - SOBR-黑貂 - 巴什科尔托斯坦共和国分局 - OMON-乌拉尔 - SOBR-飞马 - 彼尔姆边疆区分局 - OMON-帕尔马 - SOBR-射手座 | - 达吉斯坦共和国分局 - OMON-里海-蝎子 - SOBR-里海-鹰 - 印古什共和国分局 - OMON-金雕-南 - SOBR-埃尔兹 - 车臣共和国分局 - OMON-阿赫玛特-1、阿赫玛特-堡垒、阿赫玛特-格罗兹尼 - SOBR-阿赫玛特 - 北奧塞梯-阿蘭共和国分局 - OMON-雪豹 - SOBR-纳尔特 - 卡巴尔达-巴尔卡尔共和国分局 - OMON-顶点 - SOBR-厄尔布鲁士 - 卡拉恰伊-切爾克斯共和國分局 - OMON-野马 - SOBR-刀锋 - 斯塔夫罗波尔边疆区分局 - OMON-斯维亚托戈尔、南部堡垒 - SOBR-金丝桃 |

| - 克里米亚半岛一塞瓦斯托波尔分局 - OMON-金雕、金雕—S、狮鹫 - SOBR-哈尔赞 - 罗斯托夫州分局 - OMON-萨尔玛特 - SOBR-维加 - 伏尔加格勒州分局 - OMON-向量 - SOBR-斯大林格勒 - 阿斯特拉罕州分局 - OMON-游集-南 - SOBR-里海 - 克拉斯诺达尔边疆区分局 - OMON-金丝桃一南 - SOBR-金雕-南 - 卡尔梅克共和國分局 - OMON-卫拉特 - SOBR-矛隼 - 阿迪格共和国分局 - OMON-菲什特山 - SOBR-奥什滕山 | - 斯维尔德洛夫斯克州分局 - OMON-孔雀石 - SOBR-曼西人 - 車里雅賓斯克州分局 - OMON-钢铁、塔加奈、原子 - SOBR-雷霆 - 库尔干州分局 - OMON-斯基夫 - SOBR-猫鼬 - 秋明州分局 - OMON-里加、野猪 - SOBR-猫头鹰 - 亚馬尔-涅涅茨自治区分局 - OMON-北方 - 汉特-曼西自治区分局 - OMON-白鹤、隼-尤格拉 - SOBR-北方 | - 新西伯利亚州分局 - OMON-西伯利亚、高速公路 - SOBR-西伯利亚 - 阿尔泰边疆区分局 - OMON-阿尔泰 - SOBR-岩石 - 克麦罗沃州分局 - OMON-护身符 - SOBR-象征 - 鄂木斯克州分局 - OMON-突击队 - SOBR-瀑布 - 阿尔泰共和国分局 - OMON-阿克塔什 - SOBR-ak-雪豹 - 哈卡斯共和国分局 - OMON-巨石 - SOBR-游隼 - 克拉斯诺亚尔斯克边疆区分局 - OMON-强悍战士、屏障 - SOBR-天顶 - 图瓦共和国分局 - OMON-阿迪格 - SOBR-鹰 - 伊尔库茨克州分局 - OMON-打击 - SOBR-贝加尔 - 托木斯克州分局 - OMON-勇士 - SOBR-KORD | - 哈巴羅夫斯克邊疆區分局 - OMON-阿穆尔斯基、老虎 - SOBR-埃罗菲 - 滨海边疆区分局 - OMON-日出 - SOBR-豹 - 萨哈林州分局 - OMON-台风 - SOBR-雷杜特 - 犹太自治州分局 - SOBR-黄喉貂 - 阿穆尔州分局 - OMON-天天星 - SOBR-牵牛星 - 萨哈共和国分局 - OMON-牛 - SOBR-金刚石 - 马加丹州分局 - OMON-卫兵 - SOBR-灯塔 - 外贝加尔边疆区分局 - OMON-鸢 - SOBR-水晶 - 布里亚特共和国分局 - OMON-矛隼 - SOBR-豹 - 堪察加邊疆區分局 - SOBR-火神 - 楚科奇自治区分局 |

## 武器裝備

### 個人武器

#### 手槍
| 武器名稱     | 原產地 | 備註 |
| ------------ | ------ | ---- |
| PM           | 苏联   | -    |
| PB           | 苏联   | -    |
| MP-443 Grach | 俄羅斯 | -    |
| 格洛克17     | 奥地利 | -    |
| 格洛克19     | 奥地利 | -    |
| APS          | 苏联   | -    |
| APB          | 苏联   | -    |

#### 衝鋒槍
| 武器名稱    | 原產地 | 備註 |
| ----------- | ------ | ---- |
| Vityaz-SN   | 俄羅斯 | -    |
| SR-2 Veresk | 俄羅斯 | -    |

#### 突擊步槍
| 武器名稱      | 原產地        | 備註               |
| ------------- | ------------- | ------------------ |
| 9A-91         | 俄羅斯        | -                  |
| AS Val        | 苏联          | -                  |
| AKM、AKMS     | 苏联          | -                  |
| AK-74、AK-74M | 苏联 · 俄羅斯 | -                  |
| AKS-74U       | 苏联          | -                  |
| AK-103        | 俄羅斯        | -                  |
| AK-104        | 俄羅斯        | -                  |
| AK-105        | 俄羅斯        | -                  |
| AR-15樣式步槍 | 美国          | 少數地區的SOBR裝備 |

#### 狙擊步槍
| 武器名稱   | 原產地 | 備註 |
| ---------- | ------ | ---- |
| VSK-94     | 俄羅斯 | -    |
| SVD        | 苏联   | -    |
| 薩柯TRG-22 | 芬兰   | -    |

#### 輕機槍／通用機槍
| 武器名稱     | 原產地 | 備註 |
| ------------ | ------ | ---- |
| PKM          | 苏联   | -    |
| PKP Pecheneg | 俄羅斯 | -    |

#### 散彈槍
| 武器名稱  | 原產地 | 備註 |
| --------- | ------ | ---- |
| KS-23     | 苏联   | -    |
| Saiga-12K | 俄羅斯 | -    |

#### 榴彈發射器
| 武器名稱 | 原產地 | 備註 |
| -------- | ------ | ---- |
| GM-94    | 俄羅斯 | -    |

### 個人裝備
- 作戰服
  - 各地區不同，常見作戰服樣式有全黑、SRVV Surpat、Multicam及A-TACS AU（車臣共和國艾哈邁德特種部隊標準配置）等
- 戰術頭盔
  -  K6-3
  -  ZSh 1-2M
  -  Ops-Core FAST Ballistic
  -  5.45 Design Spartan系列
  -  LShZ-1+
  -  Classkom TOR
- 攜板背心／護甲
- 抗噪耳機
  -  3M Peltor Comtac XPI
- 無線電
- 手槍用卡賓槍轉換套件（僅適用於部份地區的部隊）
  -  CAA Roni
- 火箭推進榴彈
- 防彈盾
  -  FORT Vant-VM
- 手榴彈

### 直升機
- Mi-8直升機
- Mi-24雌鹿直升機
- Mi-35直升機

### 裝甲車
- BTR-70
- BTR-80
- BMP-2步兵戰車
- BRDM-2裝甲車（英语：BRDM-2）
- GAZ猛虎車
- BPM-97裝甲車（英语：BPM-97）
- 沃德尼克裝甲車（英语：Vodnik (Russian military vehicle)）

### 一般車輛
- Ural-4320卡車（英语：Ural-4320）
- UAZ-469人員車（英语：UAZ-469）

## 裝飾和軍旗

### 臂章（內務部內衛部隊時期）
| 国家近卫军司令部 | 独立作战任务师 | 中央军区     | 西北军区 | 北高加索军区 |
| 伏尔加军区       | 乌拉尔军区     | 西伯利亚军区 | 东部军区 |              |